# Flamen

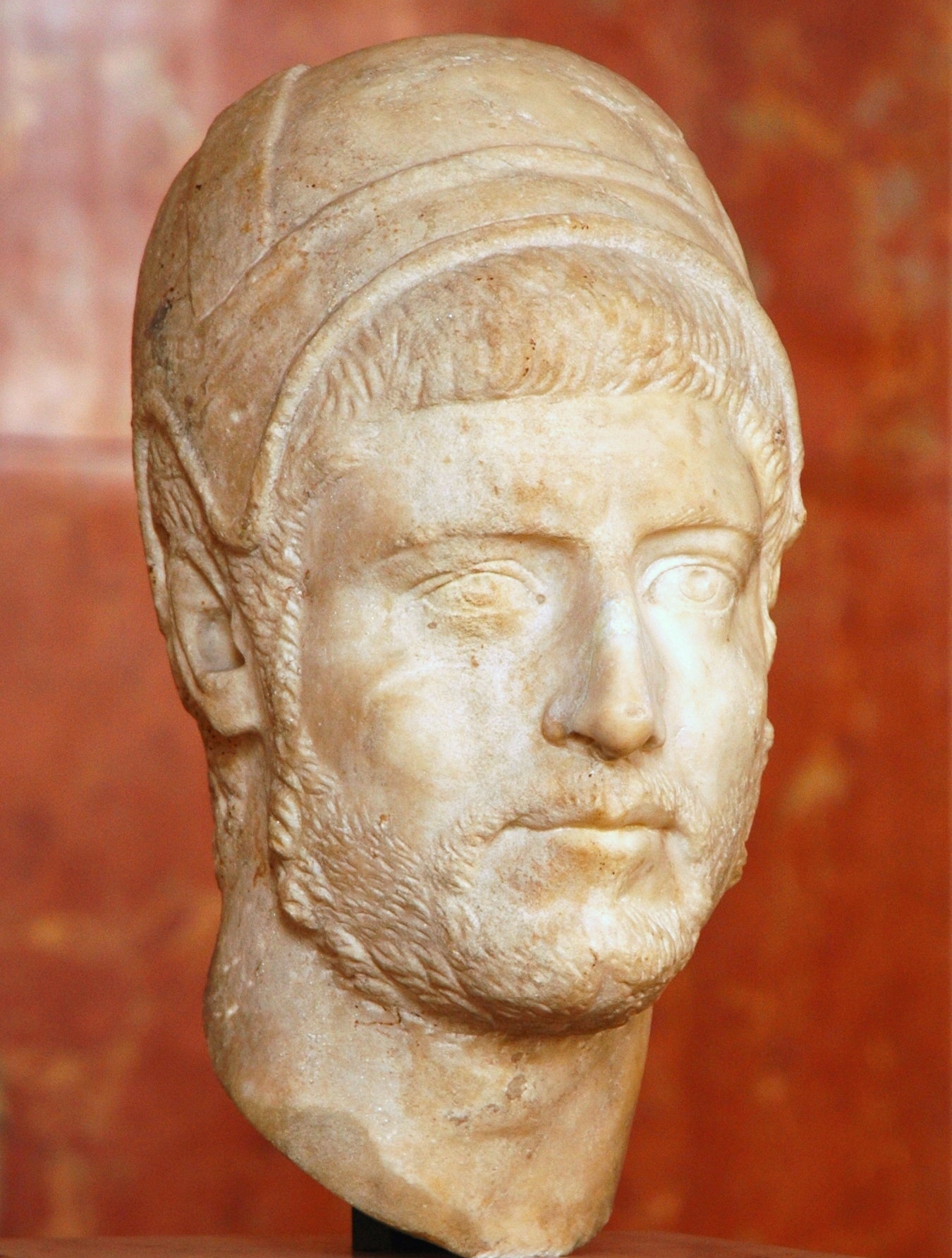
Flamen. Byst från 200-talet f.Kr.

Flamen, plural flamines, var inom romersk religion en offerpräst åt en särskild gudomlighet, Jupiter, Mars eller Quirinus. Det existerade femton flamines: tre flamines maiores och tolv flamines minores (varav två idag är okända).

## Flamines maiores
- Flamen Dialis för Jupiter
- Flamen Martialis för Mars
- Flamen Quirinalis för Quirinus

## Flamines minores
- Flamen Carmentalis för Carmenta
- Flamen Cerialis för Ceres
- Flamen Falacer för Falacer
- Flamen Floralis för Flora
- Flamen Furrialis för Furrina
- Flamen Palatualis för Palatua
- Flamen Pomonalis för Pomona
- Flamen Portunalis för Portunus
- Flamen Volcanalis för Vulcanus
- Flamen Volturnalis för Volturnus